# Edelgard Wendorf
Edelgard Wendorf, ursprungligen Rothe, född 13 juni 1944 i Opalenica i nuvarande Polen, är en tidigare tysk handbollstränare och före detta östtysk handbollsmålvakt.
Wendorf spelade som målvakt för TSC Berlin i östtyska Oberligan. Edelgard Wendorf var med i truppen för Östtysklands damlandslag i handboll och blev världsmästare med laget vid världsmästerskapet i handboll för damer 1971. Hon var sedan målvaktstränare i TSC Berlin.

## Privatliv
Edelgard Wendorf var journalist till yrket. Hon var gift med Karl-Heinz Wendorf (1933–2009).